# Oleg Velyky
Oleg Velyky (ukr. Олег Великий trb. Ołeh Wełykyj trl. Oleg Velikij; ur. 14 października 1977 w Browarach w ZSRR, zm. 23 stycznia 2010 w Kijowie), urodzony na Ukrainie, piłkarz ręczny reprezentacji Niemiec. Grał na pozycji rozgrywającego. Ostatnim klubem Bundesligi w jego karierze był HSV Hamburg.
We wrześniu 2003, u Olega zdiagnozowany został czerniak złośliwy. Chorobę udało się zaleczyć, jednak w marcu 2008 nastąpił jej nawrót, co doprowadziło do śmierci piłkarza.

## Kariera klubowa
- do 2001  ZTR Zaporożje
- 2001-2005  TUSEM Essen
- 2005-2008  Rhein-Neckar Löwen
- 2008-2009  HSV Hamburg

## Sukcesy
- 2005: puchar EHF
- 2007: mistrzostwo świata
- 2009: wicemistrzostwo Niemiec
- 2009: superpuchar Niemiec

## Nagrody indywidualne
- 2000: król strzelców mistrzostw Europy